# میتوز

قسمت زرد رنگ این چرخهٔ سلولی مراحل تقسیم میتوز را نشان می‌دهد.

مراحل اولیه میتوز در سلول مهره‌داران با میکروگراف‌هایی از کروماتیدها

میتوز (به انگلیسی: Mitosis) یا رِشتمان از مراحل چرخهٔ سلولی است. میتوز از دو کلمۀ یونانی μίτος و ωσις به معنی «حالت رشته‌شدگی» تشکیل شده‌است. میتوز، تقسیم هستهٔ یک سلول (یاخته) به دو هستهٔ مشابه و روشی برای تکثیر سلولی (سلول‌های سوماتیک یا پیکری) است. میتوز، فرایندی پیوسته است که به مراحل پروفاز، پرومتافاز، متافاز، آنافاز و تلوفاز مرحله‌بندی می‌شود.
بیشتر سلول‌ها در مرحلهٔ G0 سلولی باقی می‌مانند که با ارسال یک پیام رشد به سلول، وارد مرحلهٔ اینترفاز می‌شوند. سلول‌ها بیشتر مدت زندگی خود را در مرحلهٔ اینترفاز می‌گذرانند و در این مدت حیات معمولی خود شامل رشد و آماده‌شدن برای میتوز را انجام می‌دهند. در میتوز، هر هسته به دو هسته با عدد کروموزومی (فام تنی) یکسان تقسیم شده و دو هستۀ مشابه را می‌سازد و در ادامه سیتوپلاسم نیز تقسیم شده و سلول‌های جدید، وارد چرخهٔ مربوط به خود می‌شوند. به این فرایند، تقسیم درون سلول (سیتوکینز) گفته می‌شود. تقسیم میتوز، نوعی تقسیم غیرجنسی سلول در بدن جانداران پرسلولی پیچیده است.
فرایند تقسیم میتوز زمانی آغاز می‌شود که سلول از دو نقطهٔ وارسی یا check point با موفقیت عبور کند و زمانی دو سلول جدید ایجاد می‌شود که از نقطهٔ وارسی سوم نیز با موفقیت عبور کرده باشد.

## کشف
توصیف‌های متعددی از تقسیم سلولی در طول سده‌های ۱۸ و ۱۹ میلادی با دقت‌های متفاوت ارائه شد. در سال ۱۸۳۵، گیاه‌شناس آلمانی هوگو فون مول (Hugo von Mohl)، تقسیم سلولی را در جلبک‌های سبز کلادوفورا گلومراتا (Cladophora glomerata) توصیف کرد و بیان نمود که تکثیر سلول‌ها از طریق تقسیم سلولی رخ می‌دهد. در سال ۱۸۳۸، ماتیاس یاکوب اشلایدن (Matthias Jakob Schleiden) ادعا کرد که «شکل‌گیری سلول‌های جدید *در درون* سلول‌های پیشین»، قاعده‌ای کلی برای تکثیر سلولی در گیاهان است؛ دیدگاهی که بعدها به دلیل مشارکت‌های رابرت رماک (Robert Remak) و دیگران، به نفع مدل مول کنار گذاشته شد.
در سلول‌های جانوری، تقسیم سلولی همراه با میتوز در سال ۱۸۷۳ در سلول‌های قرنیه قورباغه، خرگوش و گربه کشف شد و برای نخستین بار توسط بافت‌شناس لهستانی واسلاو مایزل (Wacław Mayzel) در سال ۱۸۷۵ توصیف گردید.
اتو بوتشلی (Bütschli)، ادوارد شنايدر (Schneider) و هرمان فول (Fol) نیز ممکن است ادعای کشف فرآیندی را کرده باشند که امروزه به عنوان «میتوز» شناخته می‌شود. در سال ۱۸۷۳، جانورشناس آلمانی اتو بوتشلی داده‌های حاصل از مشاهدات خود بر روی کرم‌های لوله‌ای (نماتدها) را منتشر کرد. چند سال بعد، او بر اساس آن مشاهدات، میتوز را کشف و توصیف نمود.
اصطلاح «میتوز» (Mitosis) که توسط والتر فلمینگ (Walther Flemming) در سال ۱۸۸۲ ابداع شد، از واژه یونانی μίτος (mitos، به معنای «رشته تار») گرفته شده است. نام‌های جایگزینی نیز برای این فرآیند وجود دارد، مانند «کاریوکینزیس» (Karyokinesis، به معنای تقسیم هسته)، اصطلاحی که نخستین بار توسط اشلایشر (Schleicher) در سال ۱۸۷۸ معرفی شد، یا «تقسیم تساوی» (Equational Division)، که توسط آگوست وایزمن (August Weismann) در سال ۱۸۸۷ پیشنهاد گردید. با این حال، برخی نویسندگان اصطلاح «میتوز» را به معنای گسترده‌تر برای اشاره به ترکیب کاریوکینزیس و سیتوکینزیس (تقسیم سیتوپلاسم) با هم به کار می‌برند. امروزه، «تقسیم تساوی» معمولاً بیشتر برای اشاره به مئوز II (Meiosis II)، بخشی از میوز که بیشترین شباهت را به میتوز دارد، استفاده می‌شود.

## ترتیب تقسیم میتوز
میتوز یک فرایند متوالی و پیوسته‌است، اما زیست‌شناسان برای سادگی، آن را به این مراحل تقسیم کرده‌اند:
- پروفاز
- پرومتافاز
- متافاز
- آنافاز
- تلوفاز

در حالت طبیعی در یک سلول سالم، تأخیری میان این مراحل وجود ندارد.

## فازها

### مرور کلی
نتیجه اصلی میتوز و سیتوکینزیس انتقال ژنوم سلول والد به دو سلول دختری است. ژنوم از تعدادی کروموزوم تشکیل شده‌است - کمپلکس‌هایِ DNA فشرده‌ای که حاوی اطلاعات ژنتیکی حیاتی برای عملکرد صحیح سلول هستند. از آنجا که هر سلول دختری باید از نظر ژنتیکی مشابه سلول والد باشد، سلول والد باید پیش از میتوز از هر کروموزوم یک نسخه تکثیر کند. این فرآیند در فاز S اینترفاز رخ می‌دهد. تکثیر کروموزوم منجر به تشکیل دو کروماتید خواهری یکسان می‌شود که توسط پروتئین‌های کوهسین در ناحیه سانترومر به هم متصل هستند.  
با شروع میتوز، کروموزوم‌ها متراکم شده و قابل مشاهده می‌شوند. در برخی یوکاریوت‌ها مانند جانوران، پوشش هسته که DNA را از سیتوپلاسم جدا می‌کند، به وزیکول‌های کوچک تجزیه می‌شود. هسته‌ک که مسئول ساخت ریبوزوم‌هاست نیز ناپدید می‌شود. میکروتوبول‌ها از دو قطب سلول خارج شده، به سانترومرها متصل شده و کروموزوم‌ها را در مرکز سلول تراز می‌کنند. میکروتوبول‌ها سپس منقبض شده تا کروماتیدهای خواهری هر کروموزوم را از هم جدا کنند. در این مرحله کروماتیدهای خواهری کروموزوم‌های دختری نامیده می‌شوند. با طویل‌شدن سلول، کروموزوم‌های دختری مربوطه به سمت قطب‌های مخالف کشیده شده و در آنافاز پایانی حداکثر تراکم را پیدا می‌کنند. یک پوشش هسته‌ای جدید در اطراف هر مجموعه از کروموزوم‌های دختری تشکیل می‌شود که برای تشکیل هسته‌های اینترفازی، از تراکم خارج می‌شوند.  
در طول پیشروی میتوز، معمولاً پس از شروع آنافاز، سلول ممکن است تحت سیتوکینزیس قرار گیرد. در سلول‌های جانوری، غشای سلولی بین دو هسته در حال تشکیل به سمت داخل فرورفته و دو سلول جدید ایجاد می‌کند. در سلول‌های گیاهی، یک صفحه سلولی بین دو هسته تشکیل می‌شود. سیتوکینزیس همیشه اتفاق نمی‌افتد؛ سلول‌های سینوسیتی (نوعی حالت چندهسته‌ای) بدون سیتوکینزیس وارد میتوز می‌شوند.  

### اینترفاز
اینترفاز فاز بسیار طولانی‌تر چرخه سلولی نسبت به فاز کوتاه M است. در اینترفاز سلول خود را برای تقسیم آماده می‌کند. اینترفاز به سه زیرفاز تقسیم می‌شود: G۱ (شکاف اول), S (سنتز), و G۲ (شکاف دوم). در طول هر سه بخش اینترفاز، سلول با تولید پروتئین‌ها و اندامک‌های سیتوپلاسمی رشد می‌کند. با این حال، کروموزوم‌ها فقط در فاز S تکثیر می‌شوند. بنابراین سلول رشد می‌کند (G۱)، به رشد خود ادامه داده و کروموزوم‌ها را تکثیر می‌کند (S)، بیشتر رشد کرده و برای میتوز آماده می‌شود (G۲)، و در نهایت تقسیم می‌شود (M) قبل از شروع مجدد چرخه. تمام این فازها توسط سیکلین‌ها، کینازهای وابسته به سیکلین و سایر پروتئین‌های چرخه سلولی تنظیم می‌شوند. فازها به ترتیب دقیق دنبال شده و نقاط وارسی چرخه سلولی به سلول نشانه‌های پیشروی یا توقف می‌دهند. سلول‌ها همچنین ممکن است موقتاً یا دائماً چرخه سلولی را ترک کرده و وارد G۰ شوند. این امر زمانی رخ می‌دهد که سلول‌ها بیش از حد متراکم شوند (بازدارندگی وابسته به تراکم) یا هنگام تمایز برای انجام وظایف خاص، مانند سلول‌های عضله قلبی انسان و نورون‌ها. برخی سلول‌های G۰ قابلیت بازگشت به چرخه سلولی را دارند.  
شکست‌های دو رشته‌ای DNA می‌توانند در اینترفاز توسط دو فرآیند اصلی ترمیم شوند. فرآیند اول، اتصال انتهاهای غیرهمولوگ (NHEJ)، می‌تواند دو انتهای شکسته DNA را در فازهای G۱, S و G۲ اینترفاز به هم متصل کند. فرآیند دوم، ترمیم نوترکیبی همولوگ (HRR)، دقیق‌تر از NHEJ است. HRR در فازهای S و G۲ فعال است زیرا نیاز به دو کروماتید همولوگ مجاور دارد.  
اینترفاز برای آماده‌سازی سلول جهت تقسیم میتوزی ضروری است. این فاز تعیین می‌کند که آیا تقسیم میتوزی رخ خواهد داد یا خیر. اینترفاز به دقت از پیشروی سلول جلوگیری می‌کند اگر DNA آسیب دیده باشد یا مرحله مهمی تکمیل نشده باشد. اینترفاز با کاهش سلول‌های آسیب‌دیده و پیشگیری از تشکیل سلول‌های سرطانی نقش حیاتی دارد. محاسبه اشتباه پروتئین‌های کلیدی اینترفاز ممکن است منجر به تشکیل سلول‌های سرطانی شود.

### میتوز

#### پره‌پروفاز (در سلول‌های گیاهی)
فقط در سلول‌های گیاهی، پروفاز توسط مرحله پره‌پروفاز پیش می‌رود. در سلول‌های گیاهی واکوئل‌دار، هسته قبل از شروع میتوز باید به مرکز سلول مهاجرت کند. این کار از طریق تشکیل فراگموزوم، صفحه عرضی سیتوپلاسمی که سلول را در امتداد صفحه تقسیم آینده نصف می‌کند، انجام می‌شود. علاوه بر تشکیل فراگموزوم، پره‌پروفاز با تشکیل حلقه‌ای از میکروتوبول‌ها و فیلامان‌های اکتین (به نام باند پره‌پروفاز) در زیر غشای پلاسمایی حول صفحه استوایی دوک میتوز آینده مشخص می‌شود. این ناحیه محل تقسیم سلولی آینده را نشان می‌دهد. سلول‌های گیاهان عالی (مانند گیاهان گل‌دهنده) فاقد سانتریول هستند؛ در عوض میکروتوبول‌ها دوکی روی سطح هسته تشکیل داده و پس از فروپاشی پوشش هسته‌ای، توسط خود کروموزوم‌ها سازماندهی می‌شوند. باند پره‌پروفاز در طول فروپاشی پوشش هسته‌ای و تشکیل دوک در پُرمتافاز ناپدید می‌شود.: 58–67 
1. پروفاز

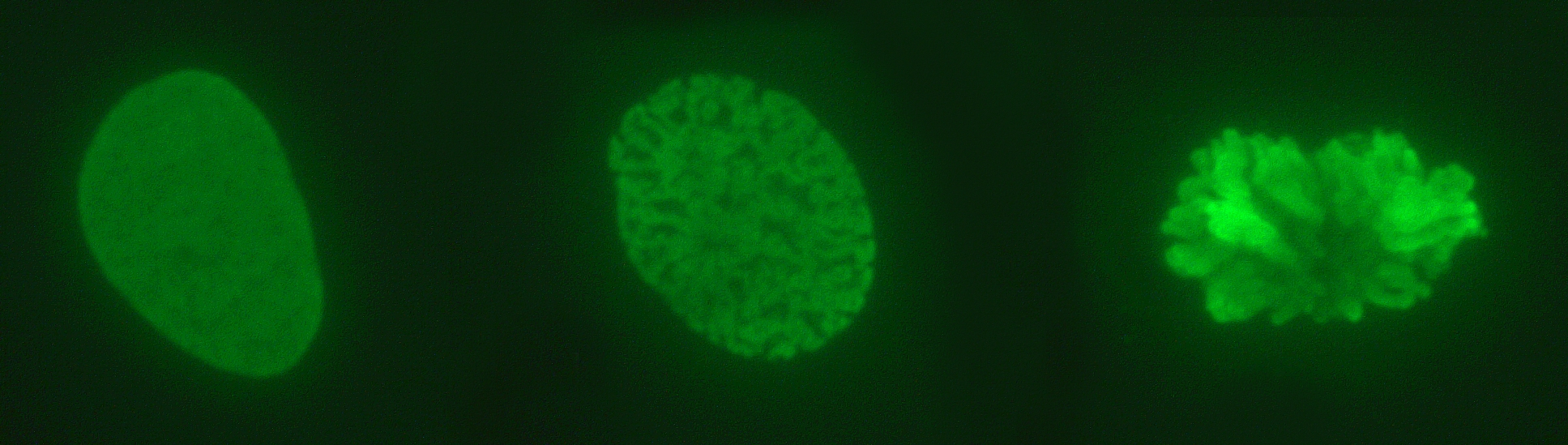
هسته اینترفازی (چپ)، کروموزوم‌های در حال تراکم (وسط) و کروموزوم‌های متراکم‌شده (راست)

پروفاز در طول میتوز

در پروفاز که پس از اینترفاز G۲ رخ می‌دهد، سلول با متراکم‌کردن محکم کروموزوم‌ها و آغاز تشکیل دوک میتوز آماده تقسیم می‌شود. در اینترفاز، ماده ژنتیکی در هسته به شکل کروماتین نیمه‌فشرده است. در شروع پروفاز، رشته‌های کروماتین به کروموزوم‌های مجزا متراکم می‌شوند که معمولاً با بزرگ‌نمایی بالا از طریق میکروسکوپ نوری قابل مشاهده هستند. در این مرحله کروموزوم‌ها بلند، نازک و نخ‌مانند هستند. هر کروموزوم دارای دو کروماتید است که در سانترومر به هم متصل هستند.  
رونویسی ژنی در طول پروفاز متوقف شده و تا اواخر آنافاز یا اوایل فاز G۱ از سر گرفته نمی‌شود. هسته‌ک نیز در اوایل پروفاز ناپدید می‌شود.
در مجاورت هسته سلول‌های جانوری، ساختارهایی به نام سانتروزوم‌ها وجود دارند که از یک جفت سانتریول احاطه‌شده توسط مجموعه‌ای از پروتئین‌ها تشکیل شده‌اند. سانتروزوم مرکز هماهنگی میکروتوبول‌های سلول است. سلول در هنگام تقسیم یک سانتروزوم به ارث می‌برد که قبل از شروع میتوز جدید، تکثیر شده و یک جفت سانتروزوم ایجاد می‌کند. دو سانتروزوم توبولین را پلیمریزه کرده تا به تشکیل دستگاه دوک کمک کنند. سپس پروتئین‌های موتوری سانتروزوم‌ها را در امتداد این میکروتوبول‌ها به طرفین مخالف سلول می‌رانند. اگرچه سانتروزوم‌ها به سازماندهی مونتاژ میکروتوبول‌ها کمک می‌کنند، برای تشکیل دستگاه دوک ضروری نیستند زیرا در گیاهان وجود ندارند و برای میتوز سلول‌های جانوری کاملاً الزامی نیستند.
1. پُرمتافاز

در شروع پُرمتافاز در سلول‌های جانوری، فسفریلاسیون لامین‌های هسته‌ای باعث تجزیه پوشش هسته به وزیکول‌های غشایی کوچک می‌شود. همزمان میکروتوبول‌ها به فضای هسته نفوذ می‌کنند. این فرآیند میتوز باز نامیده شده و در برخی جانداران چندسلولی رخ می‌دهد. قارچ‌ها و برخی پروتیست‌ها مانند جلبک‌ها یا تریکومونادها، نوعی میتوز بسته را انجام می‌دهند که در آن دوک در داخل هسته تشکیل می‌شود یا میکروتوبول‌ها به پوشش هسته‌ای دست‌نخورده نفوذ می‌کنند.
در پُرمتافاز پایانی، میکروتوبول‌های کینه‌توکوری شروع به جستجو و اتصال به کینه‌توکورهای کروموزومی می‌کنند. کینه‌توکور یک ساختار پروتئینی متصل‌شونده به میکروتوبول است که در پروفاز پایانی روی سانترومر کروموزومی تشکیل می‌شود. تعدادی میکروتوبول قطبی با میکروتوبول‌های قطبی متناظر از سانتروزوم مقابل تعامل کرده تا دوک میتوز را تشکیل دهند. اگرچه ساختار و عملکرد کینه‌توکور به‌طور کامل شناخته شده نیست، مشخص است که حاوی نوعی پروتئین موتوری است. هنگامی که یک میکروتوبول به کینه‌توکور متصل می‌شود، موتور فعال شده و با استفاده از انرژی ATP به سمت سانتروزوم منشأ به‌صورت خزنده حرکت می‌کند. این فعالیت موتوری همراه با پلیمریزاسیون و دپلیمریزاسیون میکروتوبول‌ها، نیروی کششی لازم برای جداسازی دو کروماتید کروموزوم را تأمین می‌کند.
1. متافاز

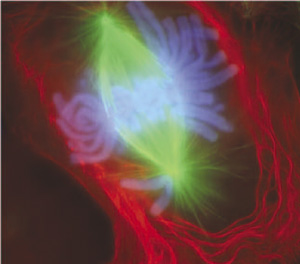
سلول در متافاز پایانی. همه کروموزوم‌ها (آبی) به جز یکی به صفحه متافاز رسیده‌اند.

متافاز در طول میتوز

پس از اتصال میکروتوبول‌ها به کینه‌توکورها در پُرمتافاز، دو سانتروزوم شروع به کشیدن کروموزوم‌ها به سمت قطب‌های مخالف سلول می‌کنند. کشش حاصل باعث تراز کروموزوم‌ها در امتداد صفحه متافاز در صفحه استوایی می‌شود - خط فرضی که به‌طور مرکزی بین دو سانتروزوم قرار دارد. برای اطمینان از توزیع عادلانه کروموزوم‌ها در پایان میتوز، نقطه وارسی متافاز تضمین می‌کند که کینه‌توکورها به درستی به دوک میتوز متصل شده و کروموزوم‌ها در امتداد صفحه متافاز تراز شده‌اند. اگر سلول با موفقیت از نقطه وارسی متافاز عبور کند، به آنافاز پیش می‌رود.  
1. آنافاز

آنافاز در طول میتوز

در آنافاز A، کوهسین‌های متصل‌کننده کروماتیدهای خواهری برش خورده و دو کروموزوم دختری یکسان تشکیل می‌شوند. کوتاه‌شدن میکروتوبول‌های کینه‌توکوری، کروموزوم‌های دختری تازه‌تشکیل‌شده را به قطب‌های مخالف سلول می‌کشد. در آنافاز B، میکروتوبول‌های قطبی به یکدیگر فشار آورده و باعث طویل‌شدن سلول می‌شوند. در آنافاز پایانی، کروموزوم‌ها همچنین به حداکثر تراکم کلی خود رسیده تا به جداسازی کروموزومی و بازسازی هسته کمک کنند. در بیشتر سلول‌های جانوری، آنافاز A قبل از آنافاز B رخ می‌دهد، اما برخی سلول‌های تخم مهره‌داران ترتیب معکوس را نشان می‌دهند.
1. تلوفاز

تلوفاز در طول میتوز

تلوفاز (از واژه یونانی τελος به معنای "پایان") معکوس رویدادهای پروفاز و پُرمتافاز است. در تلوفاز، میکروتوبول‌های قطبی به طویل‌شدن ادامه داده و سلول را بیشتر کش می‌دهند. اگر پوشش هسته‌ای تجزیه شده باشد، یک پوشش هسته‌ای جدید با استفاده از وزیکول‌های غشایی پوشش قدیمی سلول والد تشکیل می‌شود. پوشش جدید در اطراف هر مجموعه از کروموزوم‌های دختری جدا شده تشکیل می‌شود (هرچند غشاء سانتروزوم‌ها را شامل نمی‌شود) و هستک دوباره ظاهر می‌شود. هر دو مجموعه کروموزوم که اکنون توسط غشای هسته‌ای جدید احاطه شده‌اند، شروع به "انبساط" یا کاهش تراکم می‌کنند. میتوز کامل شده است. هر هسته دختری مجموعه‌ای یکسان از کروموزوم‌ها دارد. تقسیم سلولی بسته به جاندار ممکن است در این زمان رخ دهد یا ندهد.  
1. سیتوکینزیس

تصویر سیتوکینزیس

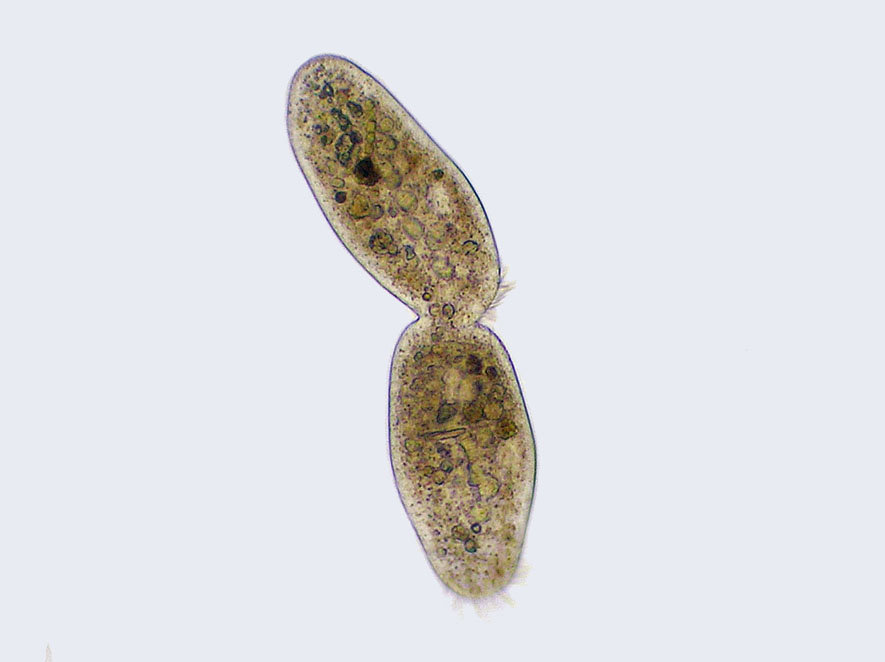
مژکداری در حال سیتوکینزیس با شیار تقسیم کاملاً قابل مشاهده

سیتوکینزیس مرحله‌ای از میتوز نیست، بلکه فرآیندی جداگانه برای تکمیل تقسیم سلولی است. در سلول‌های جانوری، یک شیار تقسیم حاوی حلقه انقباضی در محل صفحه متافاز سابق ایجاد شده و هسته‌های جدا شده را از هم جدا می‌کند. در هر دو سلول جانوری و گیاهی، تقسیم سلولی همچنین توسط وزیکول‌های مشتق‌شده از دستگاه گلژی هدایت می‌شود که در امتداد میکروتوبول‌ها به مرکز سلول حرکت می‌کنند. در گیاهان، این ساختار در مرکز فراگموپلاست به یک صفحه سلولی تبدیل شده و به دیواره سلولی تبدیل می‌شود و دو هسته را جدا می‌کند. فراگموپلاست یک ساختار میکروتوبولی ویژه گیاهان عالی است، در حالی که برخی جلبک‌های سبز از آرایه میکروتوبولی فیکوپلاست در طول سیتوکینزیس استفاده می‌کنند.: 64–7, 328–9  هر سلول دختری یک نسخه کامل از ژنوم سلول والد خود دارد. پایان سیتوکینزیس پایان فاز M را نشان می‌دهد.  
سلول‌های بسیاری وجود دارند که در آن‌ها میتوز و سیتوکینزیس به‌طور جداگانه رخ داده و سلول‌های تکهسته‌ای با چندین هسته تشکیل می‌دهند. بارزترین مورد این پدیده در قارچ‌ها، کپک‌های لجنی و جلبک‌های سینوسیتی است، اما در سایر جانداران نیز یافت می‌شود. حتی در جانوران، سیتوکینزیس و میتوز ممکن است مستقل از هم رخ دهند، مثلاً در مراحل خاصی از رشد جنینی مگس میوه.

## نگارخانه

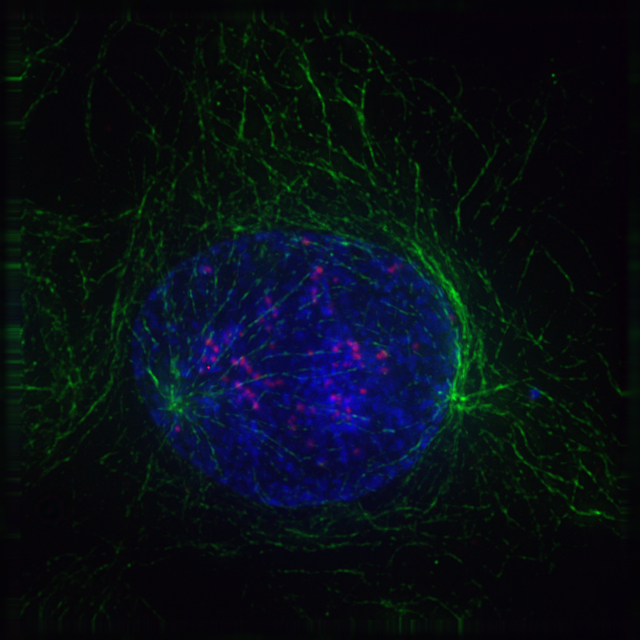
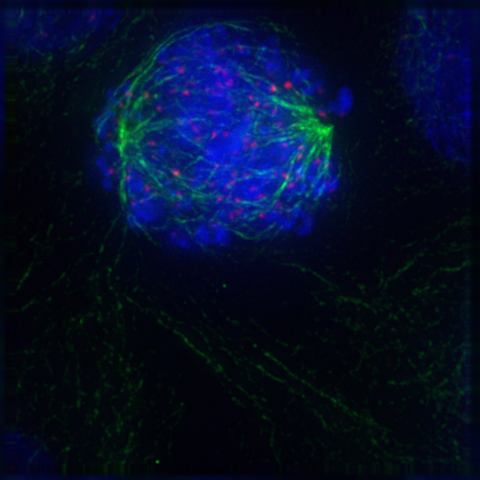
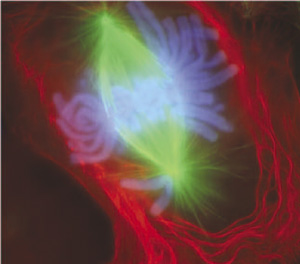
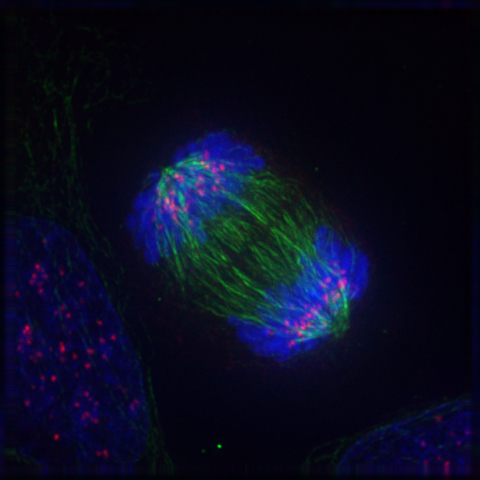